# Sorex unguiculatus
Sorex unguiculatus es una especie de musaraña de la familia soricidae. Un adulto tiene un peso de menos de 20 gramos y una longitud corporal de 54 a 97 mm, con una cola de 40 a 53 mm.

## Distribución geográfica
Se distribuye a través de las tierras altas del noreste de Asia, incluyendo el noreste de Corea del Norte.